# Buffalo City (Południowa Afryka)
Buffalo City – obszar metropolitalny w Republice Południowej Afryki, w Prowincji Przylądkowej Wschodniej. Siedzibą administracyjną obszaru metropolitalnego jest East London.
Do 2011 roku Buffalo City było gminą w dystrykcie Amatole.